# William Pérard
Pour les articles homonymes, voir Pérard.
William Pérard (né le 17 août 1966 à Cucq,) est un coureur cycliste français, actif dans les années 1980 et 1990.

## Biographie
William Pérard est originaire de Cucq, une commune située dans le Pas-de-Calais. Il commence le cyclisme en catégorie cadets au Touquet-Paris-Plage. 
En 1984, il devient champion de France sur route juniors (moins de 19 ans). Il court ensuite chez les seniors, où il obtient divers succès au niveau national. Il remporte notamment Paris-Vierzon en 1985, le Grand Prix de Lillers en 1989 ou la Boucle de l'Artois en 1990. Son palmarès compte 55 victoires.
Grâce à ses bons résultats, il passe professionnel en 1991 dans l'équipe Tonton Tapis-GB-Corona. Un accident de voiture met cependant un terme prématuré à sa carrière. 

## Palmarès
- 1984
  -  Champion de France sur route juniors
- 1985
  - Champion de Flandre-Artois sur route
  - 2e du Duo normand (avec Jacques Dutailly)
  - 3e du Circuit du Port de Dunkerque
  - 3e du Circuit Berrichon
- 1987
  - 2e du championnat de France des comités
  - 3e du Tour du Cambrésis
- 1988
  - Paris-Vierzon
- 1989
  - Grand Prix de Lillers
  - 3e de Paris-Ézy
- 1990
  - Boucle de l'Artois
  - 3e du Tour du Loiret